# Alois Fischer (Politiker, 1796)

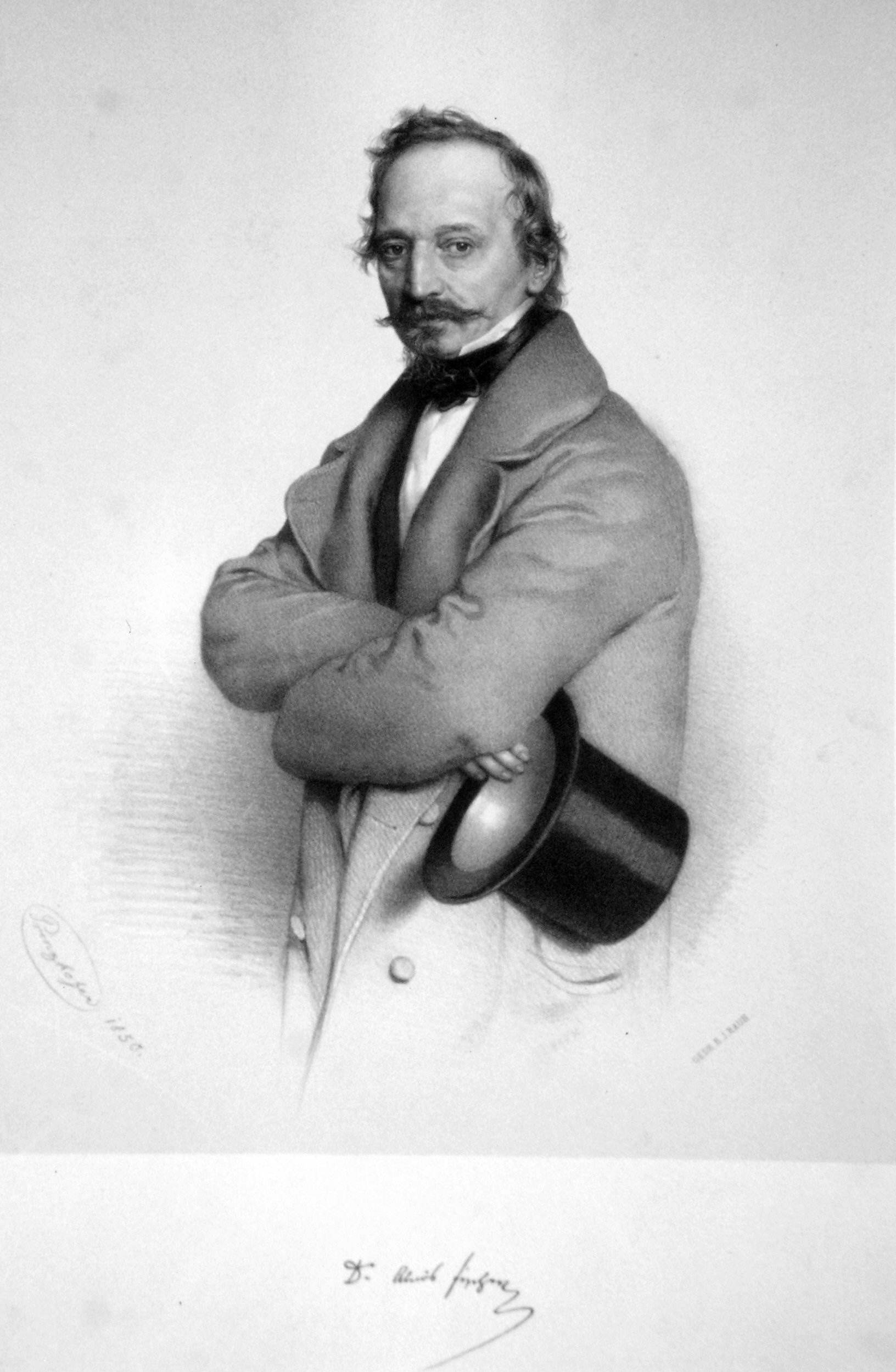
Alois Fischer, Lithographie von August Prinzhofer, 1846

Alois Fischer (* 28. Jänner 1796 in Landeck, Grafschaft Tirol; † 8. April 1883 in Innsbruck) war ein österreichischer Politiker, Jurist und Beamter.

## Leben
Alois Fischer gebürtig aus Landeck studierte zunächst an der Universität Wien Jus und wechselte 1822 an die Universität Innsbruck. Während seines Studiums trat der 1819 dem Burschenschaftlichen Kreis in Wien bei und wurde 1823 Mitglied der Burschenschaft Libera Germania Innsbruck. 1823 wurde er Rechtspraktikant in einer Advokaturskanzlei. Ein Jahr später promovierte er an der Universität Padua zum Dr. iur. Nach kurzem Aufenthalt in
St. Gallen arbeitete er als Advokat an der k.k. Obersten Justizstelle in Salzburg. 1848 fungierte er als Salzburger Abgeordneter und Ministerialrat des Inneren sowie als k.k. Hofkommissar in Tirol zur Neuorganisation des Justizwesens. Nach kurzer Mitgliedschaft im Reichstag von Kremsier amtierte er von 1849 bis 1851 als Statthalter in Oberösterreich. 1851 wurde er zum Sektionschef des Ministeriums des Innern bestellt. Von  dieser Funktion in den Ruhestand versetzt, leitete er als Direktor die k.k. privilegierte wechselseitige Brandschaden-Versicherungs-Anstalt. Zudem wurde er 1861 Landtagsabgeordneter in Tirol.
Alois Fischer verstarb im Alter von 87 Jahren in Innsbruck.

## Werk
- Aus meinem Arbeitsleben. 2. Auflage 1860